# Gheorghe Zgură
 (octobre 2023).
Gheorghe Zgură est un ingénieur roumain, professeur universitaire a l'Université Politehnica de Bucarest. Il fut recteur de l'Université de 1990 a 2000

## Biographie
Gheorghe Zgura, en roumain : Gheorghe Zgură, est ne le 24 septembre 1935 dans le village de Făcăeni, judeţ de Ialomiţa (en roumain : județ de Ialomița), Royaume de Roumanie. Après ses études secondaires, il suivit les cours de l'Institut Polytechnique de Bucarest dont il reçut son diplôme d'ingéenieur en 1960. Il poursuivit ses étudesç à l'Université polytechnique de Saint-Pétersbourg Pierre-le-Grand, Russie et obtint le titre de ingénieur docteur en 1964.
Revenu à Bucarest, Gheorghe Zgura entra dans l'enseignement, à la Faculté de Technologie de la Construction de Machines de Institut Polytechnique de Bucarest où il avança jusqu'au niveau de professeur universitaire L’Universite du Nord, de Baia Mare, lui a accorde le titre de docteur honoris causs.
En même temps, il a concentré ses recherches sur le traitement des métaux. Après des études sur la technologie de traitement des carcasses, matrices et moules. Ensuite, il a eu des contributions essentielles dans l’étude de la déformation plastique à froid des métaux et les méthodes de soudure, spécialement le soudage par fusion. Pour ses recherches, Gheorghe Zgura a reçu le prix Aurel Vlaicu de l’Académie Roumaine. 
Il fut le recteur de l'Université d'avril 1990 jusqu'en mars 2000. Comme recteur Gheorghe Zgura a accordé grande importance à la coopération académique internationale. De nombreux accords ont été conclus avec des universités du monde entier. Pendant qu’il était recteur, la construction du nouveau siège de l’Université et du campus a été projetée et commencée. Il a soutenu la demande de l Association des étudiants chrétiens orthodoxes de Roumanie (ASCOR) de construire une chapelle de polytechniciens. À la suite de ces efforts, l’église de Saint Grégoire Palamas a été bâtie Grégoire Palamas près du rectorat/
Il est membre fondateur de l'Académie des sciences techniques de Roumanie et de l'Académie américano-roumaine des arts et sciences. Il est aussi membre de l’Association de soudure de Roumanie (ASR) et, en 2004, reçut la médaille « Académicien Corneliu Miklosiz » de l’Association.
Gheorghe Zgura est moft à Bucarest,le 26 novembre2008

## Ouvrages
- Gheorghe Zgura - Utilajul si tehnologia prelucrarii mecanice - Editura Didactica si Pedagógica, 1968
- Gheorghe Zgura , Constantin Ciocirdia - Tehnologia prelucrarii carcaselor - Editura:Tehnica, 1975
- Gheorghe Zgura - - Utilajul și tehnologia prelucrării metalelor - Editura Didactica si Pedagógica, 1976
- Constantin Ciocardia , Gheorghe Zgura - Prelucrarea metalelor prin deformare la rece - Editura: Tehnica. 1977
- N. Atanasiu , Gheorghe Zgura , Gh. Peptea – Tehnologia prelucrării metalelor  - Editura Didactica si Pedagógica, 1978
- V. R. Radulescu , Longin Ungurelu , Gheorghe Zgura - Probleme de tehnologia constructților de mașini - Editura Didactica si Pedagógica, 1979
- Gheorghe Zgura , Mihai Teodorescu - Tehnologia presării la rece - ditura Didactica si Pedagógica, 1980
- Gh. Peptea , Gheorghe Zgura - Utilajul și tehnologia lucrărilor mecanice - Editura Didactica si Pedagógica, 1982
- Mihai Teodorescu , Gheorghe Zgura - Elemente de proiectare a stantelor si matritelor - Editura Didactica si Pedagógica, 1983
- Gheorghe Zgura , Dumitru Raileanu – Tehnologia sodârii prin topire  - Editura Didactica si Pedagogică, 1983
- Gheorghe Zgura - Utilajul si tehnologia lucrarilor mecanice - Editura Didactica si Pedagógica, 1985
- Mihai Teodorescu , Constantin Ciocardia , Gheorghe Zgura- Prelucrări prin deformare plastică la rece Volumul I, Bazele proceselor de prelucrare prin deformare plastică la rece -Editura Tehnica, 1987
- Nicolae Atanasiu , Gheorghe Zgura , Emil Ariesan  - Utilajul și tehnologia lucrărilor mecanice - Editura Didactica si Pedagógica  1988